# Hexocinasa

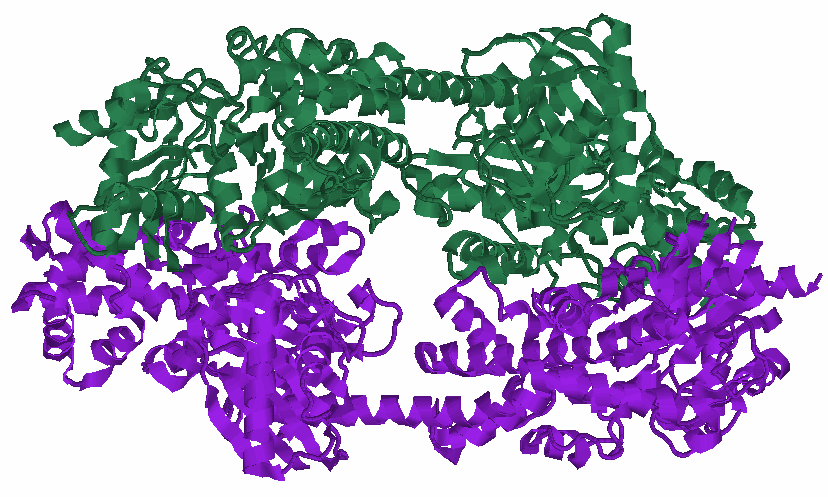
Hexocinasa 2, humana

Les hexocinases són un grup d'enzims del tipus cinasa, que poden transferir un grup fosfat des d'una molècula d'alta energia a una altra, que actuara com acceptora d'aquest fosfat, denominada substrat. Aquesta transferència s'anomena fosforilació. Per altra banda el prefix «hexo-» indica que aquest enzim pot fosforilar qualsevol hexosa (un monosacàrid —sucre— com la glucosa o la fructosa); per tant, és un enzim de baixa especificitat. La seva funció a la cèl·lula és variada, no obstant això, es troba associada majoritàriament al metabolisme cel·lular, i específicament, la seva funció de major importància és la glucòlisi, on aquest enzim fosforila una molècula de glucosa, a partir d'ATP, amb la qual cosa s'inicia la via principal del metabolisme dels sucres, que és el principal camí per on els éssers vius obtenen energia a partir d'aquests compostos. Com que es troba associat a la glucòlisi, aquest enzim està present a pràcticament la totalitat dels éssers vius del planeta, i és per això que té formes i mides molts diverses, un romanent de la seva llarga història evolutiva.

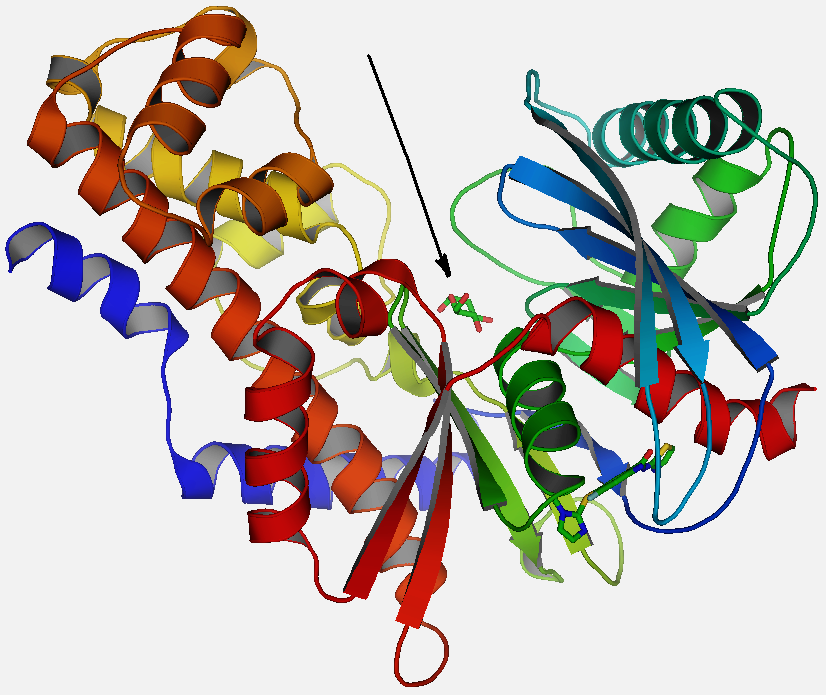
Hexocinasa 4, Glucocinasa humana. La fletxa indica el lloc actiu amb una molècula de glucosa.

La reacció general d'aquesta família és la següent:
{\displaystyle Hexosa+ATP\xrightarrow {Hexocinasa} Hexosa\cdot 6\cdot fosfat+ADP}

## Isoformes

### Hexocinasa 1
Originàriament es van separar 4 isoformes mitjançant cromatografia d'intercanvi iònic i per electroforesi. La cinquena isoforma (HKI-td) va ser caracteritzada l'any 2000. Les 5 isoformes mostrades són produïdes per l'empalmament alternatiu. La major diferència es mostra en l'extrem N-terminal o extrem 5', ja que aquesta part de la proteïna es relaciona amb la regulació de la seva funció, mentre que l'activitat catalítica està associada al seu extrem C-terminal o extrem 3'. Aquestes isoformes són les que es troben als éssers humans.

#### Isoforma I (HKI)
Aquesta és la isoforma ubiqua (present a totes les cèl·lules). El seu extrem 5' inclou un exó que genera un extrem N-terminal amb un domini d'unió de porina (PDB). Aquest domini permet l'associació a la membrana mitocondrial.

#### Isoforma II (HKI-R)
HKI-R codifica una isoforma específica d'eritròcits. Aquesta variant careix del domini PDB, i per tant, es localitza al citoplasma. Aquesta isoforma posseeix un exó a l'extrem 5', que li otroga l'especificitat a eritròcits, i que codifica un extrem N-terminal diferent.

#### Isoforma III i IV (HKI-ta/tb)
La isoforma 3 (HKI-ta) i la isoforma 4 (HKI-tb) posseeixen 4 exons en l'extrem 5', que són específics per la testis (teixit testicular) i que codifiquen un extrem N-terminal propi d'aquestes isoformes i manquen de domini PDB. L'única diferència entre elles, és que la isoforma 4 posseeix un fragment addicional de 54 nucleòtids.

#### Isoforma V (HKI-td)
De la mateixa forma que les isoformes 3 i 4, posseeix els exons específics de teixit testicular, a més inclou el fragment addicional de 54 nucleòtids, igual que la isoforma 4. Aquesta isoforma posseeix un extrem N-terminal específic i també careix de domini PDB, motiu pel qual es troba al citosol.

### Hexocinasa 2
La hexocinasa 2 es troba de forma predominant en el múscul esquelètic. Es localitza a la membrana externa del mitocondri. L'expressió d'aquest gen està modulada per la insulina.
Estudis en Mus musculus (ratolí) suggereixen que està involucrada en un increment de la glucòlisi en cèl·lules canceroses.

### Hexocinasa 3
La HK3 es troba als leucòcits i és un enzim al·lostèric, modulat negativament pel seu producte Hexosa-6-fosfat.

### Hexocinasa 4

#### Isoforma I
Aquesta variant codifica la isoforma que s'expressa específicament a les cèl·lules beta dels illots pancreàtics. L'especificitat és atorgada pel primer exó, que posseeix un 5'-UTR únic. Aquesta isoforma posseeix un extrem N-terminal particular, i la resta de la proteïna és idèntica a les altres dues isoformes.

#### Isoforma II
Aquesta variant és la principal isoforma expressada al fetge. El primer exó d'aquesta li atorga l'especificitat hepàtica. Això no obstant, careix d'un segon exó específic pel fetge, que es troba a la isoforma 3. Es diferencia de la resta només pel seu extrem N-terminal.

#### Isoforma III
Aquesta variant és específica del fetge, la qual és donada pel seu primer exó, comú per les isoformes 2 i 3. És el segon exó únic per aquesta isoforma. Es diferencia de la resta només en el seu extrem N-terminal.